# National Treasure (franquicia)
National Treasure (La búsqueda en España y La leyenda del tesoro perdido en Hispanoamérica) es una saga de dos películas producidas por Walt Disney Pictures, dirigidas por el cineasta Jon Turteltaub y protagonizadas por Nicolas Cage, Diane Kruger, Jon Voight y Justin Bartha. 
La franquicia en la actualidad lleva recaudados 804.815.062 dólares. La última película hasta el momento, National Treasure: Book of Secrets, ha recaudado una suma de 457.363.168 dólares alrededor del mundo.
Una serie de televisión basada en las películas fue estrenada en Disney+, constando solamente de una temporada.

## Películas
| Título                             | Director           | Recaudación  | Duración     | Presupuesto  |
| ---------------------------------- | ------------------ | ------------ | ------------ | ------------ |
| National Treasure                  | Jon Turteltaub     | $347,451,894 | 131 min.     | 100 millones |
| National Treasure: Book of Secrets | Jon Turteltaub     | $457,363,168 | 125 min.     | 130 millones |
| Total de ingresos:                 | Total de ingresos: | $804,815,062 | $804,815,062 | $804,815,062 |

### National Treasure(2004)
Nicolas Cage actúa como Benjamin Franklin Gates, último descendiente de la familia Gates. Cuando Ben era chico, su abuelo le contó la leyenda de un tesoro, el de los templarios, escondido por los masones durante el proceso de independencia de las 13 colonias británicas en América. Para encontrarlo se lanza a la búsqueda de un barco hundido, el Charlotte. Al encontrarlo, Gates y su equipo divisan una pipa, perteneciente a los masones, la cual contiene otra pista que los conduciría un paso más adelante en la búsqueda. Benjamin la descifra: daba la localización de un mapa invisible para llegar al tesoro. El problema es que este mapa se encuentra en un documento muy importante: la Declaración de Independencia de los Estados Unidos. Ian (Sean Bean), un codicioso hombre de negocios, decide encontrar el tesoro para sí mismo. Para ello decidió robar la Declaración, no sin antes traicionar a Ben, quien se rehusó a cometer ese mismo delito. Benjamin y su amigo Riley, un hacker, realizan la denuncia al FBI, pero fue en vano. Así que acuden a Abigail Chase, una archivista de NARA, quien tampoco les cree cuando escucha que el mapa es invisible, además de asegurarles que no hay ningún mapa al dorso del documento. Ben y Riley deciden robárselo finalmente, ya que es la única forma de impedir que Ian lo destruya una vez que esté en su poder. Cada pista resuelta conduce, en vez de al tesoro, a una pista nueva, lo cual no deja de ser un fascinante recorrido por los lugares más recónditos de los enclaves históricos de EE. UU., y al final, la paciencia tiene sus frutos.

### National Treasure: Book of Secrets(2007)
En el instante mismo en que se presenta el hallazgo de las hojas faltantes al diario de John Wilkes Booth —acusado del asesinato del expresidente estadounidense Abraham Lincoln —, una prolongada investigación concluye que entre los presumibles cómplices de Booth, la "mente maestra" es Thomas Gates, el tatarabuelo de Benjamin Gates. 
La misión de probar la inocencia de su lejano pariente y, consecutivamente, la de su árbol genealógico completo, lleva al aventurero al análisis de varios sucesos históricos mundiales, descubriendo algunos enredos y situaciones misteriosas no reveladas hasta ese momento. Para esclarecerlos, una investigación y varias teorías de su amigo Riley le brinda información vital acerca de un supuesto “libro presidencial de secretos”, donde son abordados eventos como la muerte de John F. Kennedy, Watergate y el Área 51, documento que lo guiará a diversos escenarios internacionales para, finalmente, desvelar uno de los más intrigantes misterios de la Historia.

## Recepción
| Película                           | Rotten Tomatoes   | Rotten Tomatoes      | Rotten Tomatoes       | Metacritic      | Metacritic      | CinemaScore | IMDb                | FilmAffinity       |
| Película                           | Críticos          | Críticos importantes | Audiencia             | Críticos        | Audiencia       | CinemaScore | IMDb                | FilmAffinity       |
| ---------------------------------- | ----------------- | -------------------- | --------------------- | --------------- | --------------- | ----------- | ------------------- | ------------------ |
| National Treasure                  | 46% (179 reseñas) | 37% (49 reseñas)     | 76% (923 754 votos)   | 40 (36 reseñas) | 6.9 (251 votos) | A-          | 6.9 (334 962 votos) | 5.9 (38 103 votos) |
| National Treasure: Book of Secrets | 36% (130 reseñas) | 31% (39 reseñas)     | 67% (1 438 868 votos) | 48 (26 reseñas) | 5.8 (262 votos) | A–          | 6.5 (239 605 votos) | 5.5 (20 643 votos) |
| Promedio                           | 39%               | 34%                  | 71%                   | 44              | 6.3             | A–          | 6.7                 | 5.7                |